# Послонске планине
Послонске планине су планина која се налази у источној Србији, са десне стране Јужне Мораве, код села Послон, по којем су и добиле име. Највиши врх је Церовачка ветрења, са надморском висином од 491 метар, те су морфолошки, због висине, ово брда, а не планине. Венац се пружа правцем север-југ, на дужини од око 11 km. Припадају групи Родопских планина.